# Фёрстер, Бернард
Бе́рнард Фёрстер (нем. Bernhard Förster; 31 марта 1843, Делич, Саксония — 3 июня 1889, Сан-Бернардино, Кордильера) — немецкий политик и идеолог антисемитизма. Основатель немецкой колонии «Новая Германия» в Парагвае. Среди прочего известен тем, что был женат на Элизабет Фёрстер-Ницше, приходившейся сестрой знаменитому немецкому философу Фридриху Ницше.

## Биография

### Антисемитизм
Фёрстер стал одним из лидеров антисемитской фракции крайне правой части немецкой политики XIX века. Писал на тему еврейского вопроса, сравнивая евреев с «паразитами на немецком теле». В поддержку своих убеждений в 1881 году совместно с Максом Либерманом фон Зонненбергом основал Deutscher Volksverein (Немецкую народную лигу).

### Основание «Новой Германии»
В 1883 году покинул Германию, чтобы эмигрировать в Парагвай, и после долгих поисков нашел там подходящее место для создания колонии площадью 600 квадратных километров и в 300 километров к северу от Асунсьона. Колония должна была стать известной как Нуэва-Хермания («Новая Германия»). В марте 1885 года Фёрстер вернулся в Германию, где 22 мая женился на Элизабет Ницше. Пара собрала группу «пионеров», которые разделяли их антисемитские взгляды и хотели жить в новом «Отечестве», где бы мог процветать «ариец». Они отправились в Парагвай из Гамбурга в феврале 1886 года. Инициатива потерпела неудачу.

### Самоубийство
Фёрстер с непогашенными долгами начал сильно пить и впал в депрессию. В итоге он покончил жизнь самоубийством, отравившись комбинацией морфина и стрихнина в комнате отеля в Сан-Бернардино 3 июня 1889 года. Был похоронен там же. Впоследствии его вдова, Элизабет, написала книгу под названием «Колония Бернарда Фёрстера Новая Германия в Парагвае», опубликованную в 1891 году и призванную спасти репутацию мужа, представив его героем.